# Ruanda az 1988. évi nyári olimpiai játékokon
Ruanda a dél-koreai Szöulban megrendezett 1988. évi nyári olimpiai játékok egyik részt vevő nemzete volt. Az országot az olimpián 1 sportágban 6 sportoló képviselte, akik érmet nem szereztek.

## Atlétika
Férfi
| Versenyző            | Versenyszám | Előfutam | Előfutam | Előfutam | Negyeddöntő | Negyeddöntő | Negyeddöntő | Elődöntő | Elődöntő | Elődöntő | Döntő   | Döntő    |
| Versenyző            | Versenyszám | Idő      | Hely.    | Össz.    | Idő         | Hely.       | Össz.       | Idő      | Hely.    | Össz.    | Idő     | Helyezés |
| -------------------- | ----------- | -------- | -------- | -------- | ----------- | ----------- | ----------- | -------- | -------- | -------- | ------- | -------- |
| Eulucane Ndagijimana | 800 m       | 1:52,08  | 6.       | 52.      | kiesett     | kiesett     | kiesett     | kiesett  | kiesett  | kiesett  | kiesett | kiesett  |
| Eulucane Ndagijimana | 1500 m      | 3:51,61  | 10.      | 45.      |             |             |             | kiesett  | kiesett  | kiesett  | kiesett | kiesett  |
| Mathias Ntawulikura  | 5000 m      | 14:08,84 | 17.      | 39.      |             |             |             | kiesett  | kiesett  | kiesett  | kiesett | kiesett  |
| Telesphore Dusabe    | Maraton     |          |          |          |             |             |             |          |          |          | 2:42:52 | 78.      |

Női
| Versenyző               | Versenyszám | Előfutam | Előfutam | Előfutam | Döntő   | Döntő    |
| Versenyző               | Versenyszám | Idő      | Hely.    | Össz.    | Idő     | Helyezés |
| ----------------------- | ----------- | -------- | -------- | -------- | ------- | -------- |
| Daphrose Nyiramutuzo    | 1500 m      | 4:32,31  | 13.      | 25.      | kiesett | kiesett  |
| Daphrose Nyiramutuzo    | 3000 m      |          |          |          | kiesett | kiesett  |
| Marcianne Mukamurenzi   | Maraton     |          |          |          | 2:40:12 | 38.      |
| Apollinarie Nyinawabéra | Maraton     |          |          |          | 2:49:18 | 50.      |